# Pierremont-sur-Amance
Pierremont-sur-Amance är en kommun i departementet Haute-Marne i regionen Grand Est (tidigare regionen Champagne-Ardenne) i nordöstra Frankrike. Kommunen ligger i kantonen Laferté-sur-Amance som tillhör arrondissementet Langres. År 2022 hade Pierremont-sur-Amance 151 invånare.

## Befolkningsutveckling
Antalet invånare i kommunen Pierremont-sur-Amance
| Referens: INSEE |